# Crossoglossa aurantilineata
Crossoglossa aurantilineata är en orkidéart som beskrevs av Franco Pupulin. Crossoglossa aurantilineata ingår i släktet Crossoglossa, och familjen orkidéer.
Artens utbredningsområde är Costa Rica. Inga underarter finns listade i Catalogue of Life.